# 埃纳河畔维克
埃纳河畔维克（法語：Vic-sur-Aisne，法語發音：[vik syʁ ɛn]）是法国上法蘭西大區埃纳省的一个市镇，位于该省西部偏南，属于苏瓦松区。

## 地理
埃纳河畔维克（49°24'20"N, 3°6'54"E）面积5.23 平方千米，位于法国上法蘭西大區埃纳省，该省份为法国北部内陆省份，北起北部省，西接索姆省和瓦兹省，东临阿登省和马恩省，西南至塞纳-马恩省，东北部与比利时接壤。
与埃纳河畔维克接壤的市镇（或旧市镇、城区）包括：贝尔尼里维耶尔、蒙蒂尼朗格兰、勒松勒隆、圣克里斯托夫-阿贝里、比特里、圣皮埃尔莱比特里。

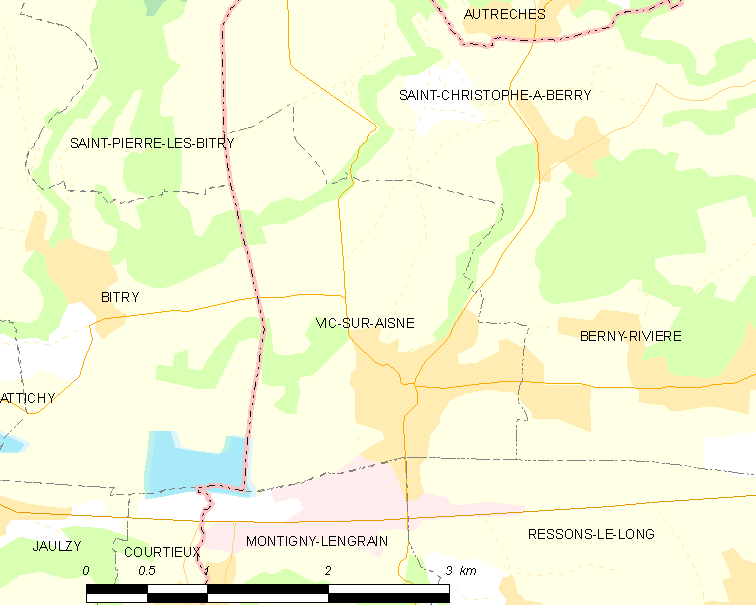
埃纳河畔维克的OSM定位图

埃纳河畔维克的时区为UTC+01:00、UTC+02:00（夏令时）。

## 行政
埃纳河畔维克的邮政编码为02290，INSEE市镇编码为02795。

## 政治
埃纳河畔维克所属的省级选区为埃纳河畔维克县。

## 人口

1962-2008年间埃纳河畔维克人口变化图示

埃纳河畔维克于2022年1月1日时的人口数量为1610人。